# Альегро, Ансельмо
Ансельмо Альегро-и-Мила (исп. Anselmo Alliegro y Milá; 16 марта 1899, Ягуахай, Куба — 22 ноября 1961, Майами, Флорида, США) — кубинский юрист и государственный деятель, и.о. президента Кубы (1959), премьер-министр Кубы (1944).

## Биография
Родился в семье скульптора, уроженца Италии Мигеля Аллегро, его мать — Донатэла Мила, уроженка Баракоа, внучка итальянцев по отцовской линии и каталонцев — по материнской. Был женат на Ане Дуран, воспитал двух детей.
Масон, член правления Национального масонского университета им. Хосе Марти. Он был членом аристократического загородного клуба Гаваны Билтмор и яхт-клуба Гаваны.
В 1919 году получил юридическое образование в Гаванском университете, работал адвокатом. Уже в юности включился в общественно-политическую жизнь. Являлся советником, президентом городского совета и мэром города Баракоа, позже возглавил региональное отделение Либеральной партии. В 1920 году в возрасте 20 лет он впервые выиграл выборы в Палату представителей Кубы, став самым молодым демократически избранным парламентарием в истории страны, поддерживал режим Херардо Мачадо, после падения режима которого в 1933 году, опасаясь народного возмездия, был вынужден покинуть страну, жил в Нью-Йорке, а по возвращении некоторое время не участвовал в активной политической жизни.
В 1942 году был назначен министром торговли в администрации Фульхенсио Батисты, также занимал посты министра образования и министра жилищного строительства. На посту министра образования инициировал принятия подпункта К, ставшего источником колоссальной растраты денежных средств.
В марте—октябре 1944 года — премьер-министр Кубы.
По завершении президентского срока Баститы в октябре 1944 года вышел в отставку, поселился в Майами, где основал бизнес по строительству жилых домов. В 1946 году он был избран депутатом Палаты представителей Кубы.
После государственного переворота генерала Фульхенсио Батисты 10 марта 1952 года занимал важные государственные посты:
- В 1952—1955 годах — член Консультативного совета,
- В 1954—1958 годах — президент Сената.

После бегства Батисты с Кубы 1 января 1959 года в течение одного дня исполнял обязанности президента, затем отклонил предложение генерала Эулогио Кантильо сформировать правительство и покинул страну.